# Lord Kirkcudbright

Wappen der Lords Kirkcudbright

Lord Kirkcudbright war ein erblicher britischer Adelstitel (Lordship of Parliament) in der Peerage of Scotland.
Der Titel wurde am 25. Juni 1633 im Rahmen der Feierlichkeiten zur Krönung Karls I. zum König von Schottland von diesem an Sir Robert Maclellan, 1. Baronet verliehen. Diesem war bereits um 1631 in der Baronetage of Nova Scotia der fortan nachgeordnete Titel Baronet, of Bombie in the County of Galloway, verliehen worden.
Seit dem Tod seines Nachfahren, des 10. Lords, am 19. April 1832 ruhen beide Titel.

## Liste der Lords Kirkcudbright (1633)
- Robert Maclellan, 1. Lord Kirkcudbright († 1641)
- Thomas Maclellan, 2. Lord Kirkcudbright († 1647)
- John Maclellan, 3. Lord Kirkcudbright († 1664)
- William Maclellan, 4. Lord Kirkcudbright († 1669)
- John Maclellan, 5. Lord Kirkcudbright († 1678)
- James Maclellan, 6. Lord Kirkcudbright (1661–1730)
- William Maclellan, 7. Lord Kirkcudbright († 1762)
- John Maclellan, 8. Lord Kirkcudbright (1729–1801)
- Sholto Maclellan, 9. Lord Kirkcudbright (1771–1827)
- Camden Maclellan, 10. Lord Kirkcudbright (1774–1832)